# Hongjun Laozu
Hongjun Laozu (xinès tradicional: 鴻鈞老祖, xinès simplificat: 鸿钧老祖, pinyin: Hóngjūn Lǎozǔ, Wade-Giles: Hung-chün Lao-tsu), literalment "Ancestre del gran equilibri", també anomenat Hongyuan Laozu (xinès tradicional: 鴻元老祖, xinès simplificat: 鸿元老祖, pinyin: Hóngyuán Lǎozǔ, Wade-Giles: Hung-yuan Lao-tsu), literalment "Ancestre del gran origen", és una deïtat del taoisme i de certes religions xineses. També és conegut a través de les seves aparicions en el romanç popular Fengshen Yanyi (La Investidura dels déus) sota el nom de Hongjun daoren (鴻鈞道人), i és present a romanços o pel·lícules fantàstiques on apareixen en escena déus, immortals i criatures de la mitologia xinesa. Ha estat molt poc estudiat i el rol que li correspon varia segons el context religiós. Alguns el coneixen només per les seves aparicions en obres de ficció. Per alguns, ell té protagonisme en l'origen de l'univers.
En el temple Cihui tang (慈惠堂) de Zhonggang, Taichung hi ha unes inscripcions que proposen tres interpretacions: 
- És a l'origen de l'univers, d'aquest neixen els Tres Purs a continuació els Cinc Antics (wulao 五老), sobirans associats als cinc elements i als cinc orients. És també l'ancestre de tots els immortals.
- El caos original (hunyuangui 混元規) ha donat naixement a l'ordre celeste (tiangui 天規) encarnat per Haotian Laozu (昊天老祖), "Ancestre del cel sense límit" i a l'ordre terrestre (digui 地規) encarnat per Hongjun Laozu.
- És una forma de Pangu i porta també el nom Xuanxuan shangren (玄玄上人).

La primera part d'una dita de font desconeguda «En primer lloc Hongjun, després el cel, Luya Daoren encara està per davant» (Xian you hongjun hou you tian, Luya aoren hai zai qian) (先有鸿钧後有天 陸壓道人還在前) és sovint invocada per situar Honjun Laozu als orígens de l'univers. Tanmateix, la segona part de la dita queda misteriosa, perquè si sembla indicar que Luya Daoren precedeix Hongjun laozu, aquest no és el lloc en queda descrit a La investidura dels déus, única font on apareix aquesta divinitat.
Segons La Investidura dels déus, és l'ancià dels quatre éssers creats per l'Esperit de la Creació (chuangshi yuanling 創始元靈). Els altres són: Hunkun zushi (混鯤祖師), Nüwa niangniang i Luya daojun (陸壓道君). Té com a deixebles els Tres Purs, Daode tianzun (道德天尊) àlies Laozi, Yuanshi Tianzun i Tongtian Jiaozhu (通天教主), equiparat a Lingbao Tianzun. Els dos primers es troben al romanç en conflicte amb l'últim.